# Bistum Orvieto-Todi
Das Bistum Orvieto-Todi (lateinisch Dioecesis Urbevetana-Tudertina, italienisch Diocesi di Orvieto-Todi) ist eine in Italien gelegene Diözese der römisch-katholischen Kirche mit Sitz in Orvieto. Sie ist direkt dem Heiligen Stuhl unterstellt und gehört zur Kirchenregion Umbrien. Das Bistum ist eingeteilt in 95 Pfarreien.

## Geschichte
Das Bistum Orvieto wurde im 6. Jahrhundert errichtet. Orvieto war mehrmals Zuflucht der Päpste, wenn in Rom die Lage zu gefährlich wurde. So flüchtete zum Beispiel Papst Clemens VII. während des Sacco di Roma hierher.
Am 30. September 1986 wurde das Bistum Orvieto mit dem Bistum Todi vereinigt. Seitdem trägt es den Namen Bistum Orvieto-Todi.

## Weblinks

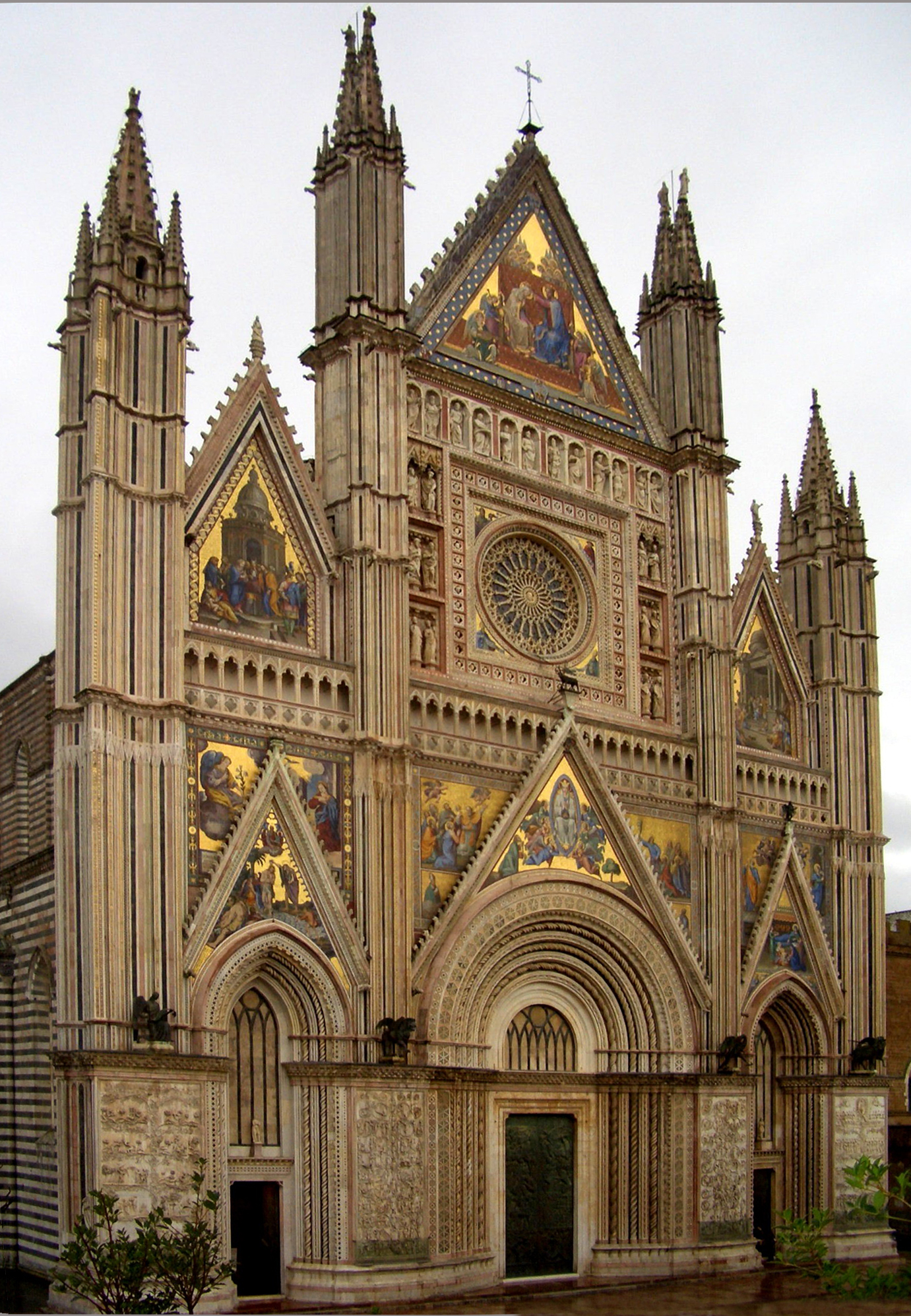
Orvieto: Kathedrale Santa Maria Assunta
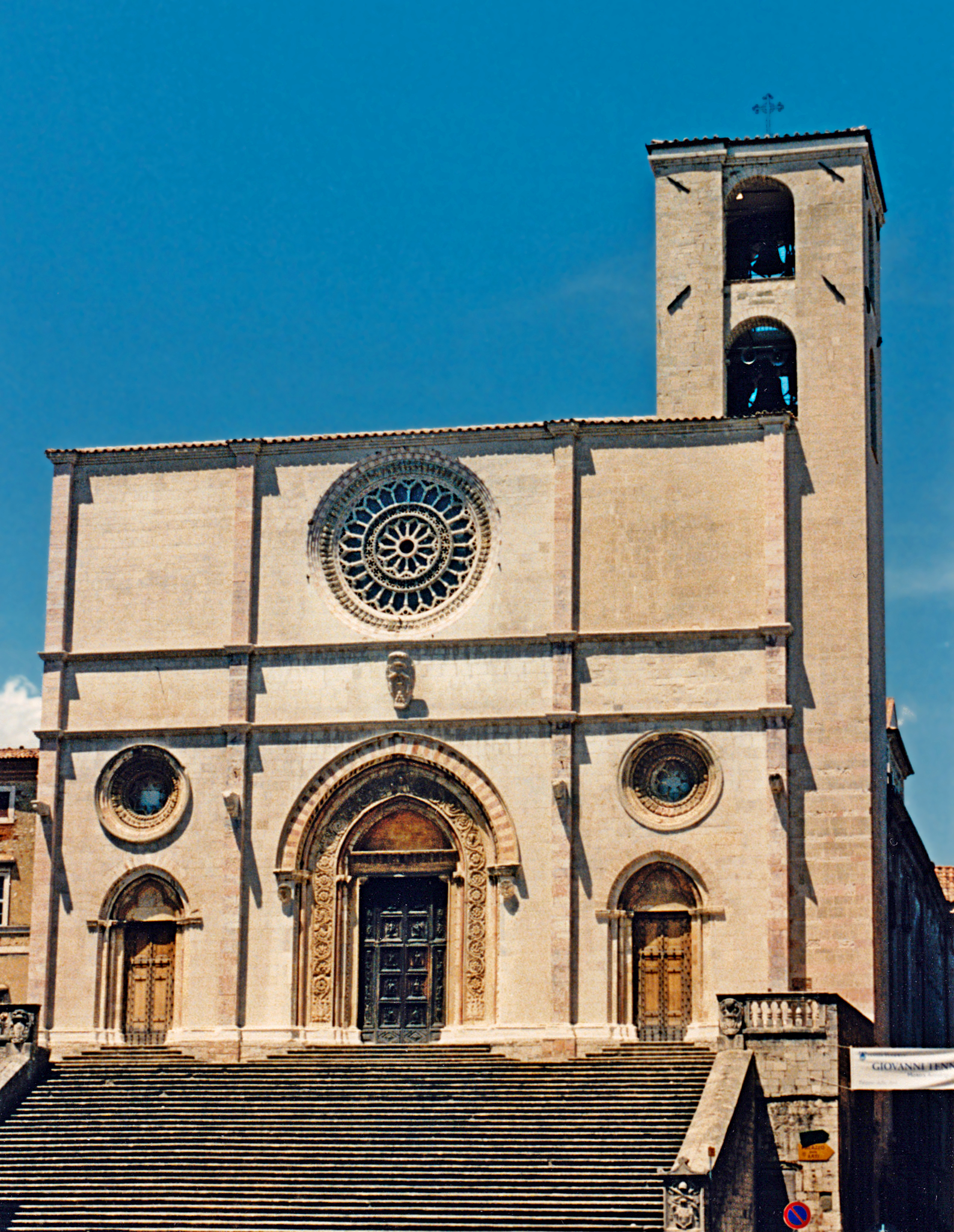
Todi: Konkathedrale Santa Maria Annunziata